# The Diggers
The Diggers (Los cavadores) fue una comunidad de corte contracultural estadounidense de San Francisco, California (Estados Unidos), activa entre 1966 y 1968.
Originados a raíz de un grupo de teatro callejero, The Mime Troupe, del barrio Haight-Ashbury, los Diggers (que tomaron su nombre de un grupo de campesinos pobres ingleses del siglo XVII que se reapropiaron de las tierras baldías con la idea de “que los ricos trabajen solos por su lado y que los pobres lo hagan juntos por el suyo” llamados los Cavadores o Diggers), fueron convirtiéndose en un emblema de un fuerte proyecto comunitario y ecologista. A través de la puesta en marcha de multitud de iniciativas enfocadas en la abolición del dinero, como podían ser las tiendas gratis las tiendas free food (comedores populares donde los Diggers repartían alimentos a quien los quisiera), convirtieron su eslogan en todo un referente de su filosofía: «¡Todo es gratis porque es vuestro!» . Su verbo fue “to act” en el doble sentido de representar y actuar y su palabra “free” como liberación de las ataduras civilizatorias (dinero, drogas, etcétera).
Con el paso de los años se convirtieron en toda una leyenda de la historia contracultural de los Estados Unidos. Y es que en apenas tres años de existencia fueron los instigadores, revulsivos, y la conciencia crítica del movimiento cultural hippie que por aquel entonces sufría una fuerte crisis de identidad.
Uno de sus actos que más importancia tuvo fue la realización en 1967 de la ceremonia de “la muerte del hippie”.

## Miembros
El grupo fue fundado por Emmett Grogan, Peter Coyote, Peter Berg, y otros miembros del grupo The Mime Troupe como Billy Murcott, Roberto La Morticella y Brooks Bucher.